# هواپز
هواپَز یا سرخ‌کن هوایی یا سرخ کن بدون روغن یکی از لوازم آشپزخانه است که توسط گردش هوای داغ در اطراف مواد غذایی و با استفاده از انتقال گرما، غذا در آن پخته می‌شود. در این دستگاه یک فن مکانیکی هوای گرم اطراف غذا را با سرعت بالا به گردش درمی‌آورد و مواد غذایی را می‌پزد و یک لایه ترد قهوه ای رنگ بر روی آن ایجاد می‌کند. این فرایند به دمای بین ۱۴۰–۱۶۵ درجه سانتیگراد (۲۸۰–۳۳۰ درجه فارنهایت) نیاز دارد.

## تاریخچه
اولین کوره با فن برای گردش هوا در سال ۱۹۱۴ اختراع شد اما هرگز به صورت تجاری عرضه نشد. اولین اجاق همرفتی که به‌طور گسترده مورد استفاده قرار گرفت، فر Maxson بود که در سال ۱۹۴۵ اختراع شد. در سال ۲۰۰۶، Groupe SEB اولین سرخ کن بادی جهان را با نام تجاری اجاق‌های همرفتی Actifry در بازار فرانسه معرفی کرد.

## کاربرد
هواپزها جایگزین مناسب و سالمی برای سرخ کردن با روغن به روش سنتی هستند. برخی از موارد کاربرد هواپزها در پختن غذاهای زیرند:
- سیب زمینی سرخ کرده
- سینه مرغ
- استیک
- سوسیس
- ماهی
- مرغ تنوری (تندوری)